# Ali Daei
Ali Daei (pers. ‏علی دایی‎; ur. 21 marca 1969 w Ardabil) – irański piłkarz grający na pozycji napastnika oraz trener piłkarski, występował między innymi w Bayernie Monachium, Herthcie Berlin czy katarskim Al-Sadd.

## Początek
Ali Daei urodził się w 1969 roku w Ardabilu i jest Irańskim Azerem. Karierę zaczynał w Esteghlal Ardabil w sezonie 1988–1989. Kolejny rok spędził w Taxirani FC. Następnym zespołem był Tejarat Bank FC, w którym spędził 4 lata. W 1993 roku rozpoczął grę w reprezentacji Iranu. Po grze w Tejarat Bank FC przeniósł się do Persepolis Teheran, gdzie grał w latach 1994–1996. W sezonie 1995-96 wywalczył mistrzostwo kraju. Kolejnym klubem w karierze był katarski Al-Sadd.

## Kariera w Niemczech
Po bardzo dobrych Mistrzostwach Azji w 1996 roku wzbudził zainteresowanie klubów z zagranicy, rok później został wykupiony przez Arminię Bielefeld. Razem z nim do Bundesligi dołączyło dwóch innych Irańczyków, Karim Bagheri do tego samego klubu i Khodadad Azizi do 1.FC Koln. Już w swoim debiucie na Niemieckich boiskach zagrał pełnowymiarowy mecz, przegrany 1-0, w drugim zdobył bramkę z VFB Stuttgart a spotkanie zakończyło się zwycięstwem 2-1. Nie był bardzo skuteczny, mimo to grał na tyle dobrze, że Bayern Monachium zaproponowało Alemu grę w klubie. Pomimo konkurencji w ataku wychodził czasami w pierwszym składzie. Dla Bawarczyków zdobył 6 bramek, między innymi w wygranym meczu z Hamburgerem SV gdzie ustrzelił dublet. W tym sezonie zadebiutował w Lidze Mistrzów i dotarł do finału, lecz w 11 spotkaniach rozegrał łącznie tylko 70 minut i nie zdobył gola. Udało się wywalczyć mistrzostwo Niemiec, jednak nie grał wystarczająco i zdecydował się zmienić klub na Herthę Berlin. W Bundeslidze strzelał rzadko, natomiast zdobył ważną bramkę przeciwko Anorthosis Famagusta i po raz pierwszy w historii Hertha Berlin zakwalifikowała się do fazy grupowej Ligi Mistrzów. Po zakwalifikowaniu się rozegrał kapitalny mecz zwyciężony 2-1 z Chelsea. Pierwszą bramkę zdobył uderzeniem głową, przy drugiej bramce sam odebrał piłkę i strzelił gola od słupka. Po tym meczu zyskał dużo uznania w Europie. Udało mu się strzelić jeszcze jedną bramkę w tych rozgrywkach tym razem w remisowym spotkaniu z Milanem. Następny sezon był nieco gorszy dla Irańskiego napastnika, grał rzadziej niż w poprzednim sezonie. W pierwszym meczu ligowym zdobył bramkę z Bayernem Monachium, przegranym 1-4. Grał jeszcze osiem meczów w sezonie 2001-02 i zdecydował się zakończyć karierę w Europie. Łącznie w Bundeslidze strzelił 19 bramek i zanotował 6 asyst.

## Dalsza kariera klubowa
Po udanym czasie na europejskich boiskach zdecydował się wrócić do Azji. Jego nowym klubem było Al-Shabab z Emiratów Arabskich. Zagrał tam jeden sezon i powrócił po paru latach do Persepolis, grał następnie w Saba Kom. Na koniec kariery został kupiony do Saipy Karadż, jednocześnie będąc piłkarzem i trenerem. Jak się okazało był to strzał w dziesiątkę. Klub przez niego prowadzony sięgnął po mistrzostwo kraju. Po tym sezonie zakończył karierę. Był to jego dotychczasowy najlepszy sukces w roli trenera.

## Reprezentacja
Ali zadebiutował w 1993 roku z Pakistanem, miał wtedy 23 lata. W kwalifikacjach do Mistrzostw Świata w USA zdobył 7 bramek, jednak nie udało się awansować.
Dwa lata później wziął udział w Pucharze Azji, we wszystkich trzech meczach fazy grupowej zdobył po jednej bramce. Wliczając w to wygrany mecz 3-0 z odwiecznym rywalem Arabią Saudyjską. Iran awansował z grupy a w ćwierćfinale zmierzył się z Koreą Południową, Daei zdobył w tym meczu aż 4 bramki. Mimo nieprawdopodobnej skuteczności nie udało się jemu i całej drużynie zdobyć żadnej bramki w półfinale. Przeciwnikiem była znowu Arabia Saudyjska, która się zrewanżowała za mecz w grupie i zwyciężyła po rzutach karnych. Daei nie strzelił karnego. W meczu o trzecie miejsce zdobył gola z Kuwejtem, po remisie 1-1 Iran wygrał w serii rzutów karnych, tym razem Ali nie wykonywał jedenastki. Został królem strzelców z ośmioma bramkami i został nagrodzony najlepszą jedenastką turnieju.
Następnym krokiem w jego karierze reprezentacyjnej były kwalifikacje do mundialu we Francji, w ostatniej rundzie fazy grupowej jego kraj ustąpił pierwszego miejsca Saudyjczykom i awansował do fazy play-off. Jego zespół musiał się zmierzyć z Japonią, w tym meczu zdobył gola, lecz po dogrywce Iran przegrał 3-2. Mimo tego miał jeszcze szansę grając w międzykontynentalnych barażach z Australią. W pierwszym meczu było 1-1, w drugim zaś 2-2 przy ostatniej bramkę zdobył Azizi po świetnym podaniu Daeiego. Udało się awansować zasadą bramek na wyjeździe, był to drugi w historii awans na Mistrzostwa tego kraju. Mecze z Niemcami i Jugosławią były przegrane, w drugim reprezentacja Iranu wygrała 2-1 z USA. Mimo braku awansu do fazy pucharowej, reprezentanci mogli być zadowoleni, było to pierwsze zwycięstwo w historii Iranu na Mistrzostwach Świata. Mimo oczekiwań nie zdobył żadnej bramki na całej imprezie, ale zanotował asystę w meczu z USA. Pod koniec tego samego roku wziął udział w Asian Games, które zwyciężył.
W roku 2000 wystąpił w Pucharze Azji jako kapitan, tym razem nie udało się osiągnąć tak dobrego rezultatu jak przed czterema latami, odpadając w ćwierćfinale. Był bliski zakwalifikowania się do kolejnego mundialu, doprowadził swój zespół do fazy play-off z Irlandią. Przedtem zdobył ważne bramki z Arabią Saudyjską i Emiratami Arabskimi. Nie udało się awansować
W 2004 roku został powołany na kolejny Puchar Azji, gdzie on i jego koledzy przegrali mecz o trzecie miejsce. Podobnie jak cztery lata temu zdobył 3 bramki. W eliminacjach do Mistrzostw Świata w 2006 został królem strzelców strefy azjatyckiej, awansując kolejny raz. Media krytykowały decyzję o występach w pierwszym składzie Daeiego, ponieważ miał już 37 lat. On sam bronił swojej pozycji w zespole. Podczas tych zawodów Iran zajął ostatnie miejsce zdobywając tylko 1 punkt. Po mundialu zakończył karierę reprezentacyjną.
W przeciągu 13 lat rozegrał w barwach swego kraju 149 meczów i zdobył 109 goli.

## Sukcesy[7]

### Król strzelców
- Eliminacje do Mistrzostw Świata, strefa AFC 1992/1993
- AFC Asian Cup 1996
- Asian Games 1998
- WAFF Championship 2004
- Pro League 2003/2004
- Eliminacje do Mistrzostw Świata, strefa AFC 2005/2006

### Bayern Monachium
- Bundesliga 1998/1999
- DFB-Pokal 1999

### Saba Battery FC
- Puchar Iranu 2005
- Superpuchar Iranu 2006

### Piroozi FC
- Pro League 1995/1996, 1996/1997

### Al Sadd
- Puchar Kataru 1997

### Hertha Berlin
- DFB-Pokal 2002

### Saipa FC
- Pro League 2006/2007